# Sara Doorsoun
Sara Doorsoun, née le 17 novembre 1991 à Cologne, est une footballeuse internationale allemande évoluant au poste de milieu de terrain avec l'Eintracht Francfort.

## Biographie
Née d'un père iranien et d'une mère turque, Sara Doorsoun fait ses débuts de footballeuse au SV Wesseling dans une équipe de garçons. Elle passe ensuite au SSV Köttingen où elle joue avec des filles, avant de rejoindre le SC Fortuna Cologne.
En 2008, elle fait ses premiers pas en Bundesliga avec le Wattenscheid 09. Elle atteint les demi finales de la Coupe d'Allemagne. Elle se hisse à nouveau à ce stade de la coupe d'Allemagne avec son club suivant, le SC 07 Bad Neuenahr. Par la suite, elle enchaîne avec le 1. FFC Turbine Potsdam et le SGS Essen mais ne remporte aucun titre.
En 2018, elle rejoint les rangs du VfL Wolfsburg avec qui elle réalise le doublé coupe-championnat.
En janvier 2022, Sara Doorsoun signe à l'Eintracht Francfort.
En équipe nationale allemande, elle fait ses débuts avec l'équipe A en 2016 et participe à la She believes cup. En 2017, elle est retenue pour l'Euro 2017 durant lequel l'Allemagne est éliminée en quarts de finale. Elle est également retenue pour la Coupe du monde 2019 où l'Allemagne ne va pas plus loin que les quarts de finale. Sara Doorsoun participe à l'Algarve Cup 2020 où l'Allemagne atteint la finale (qui n'est pas jouée en raison du coronavirus).

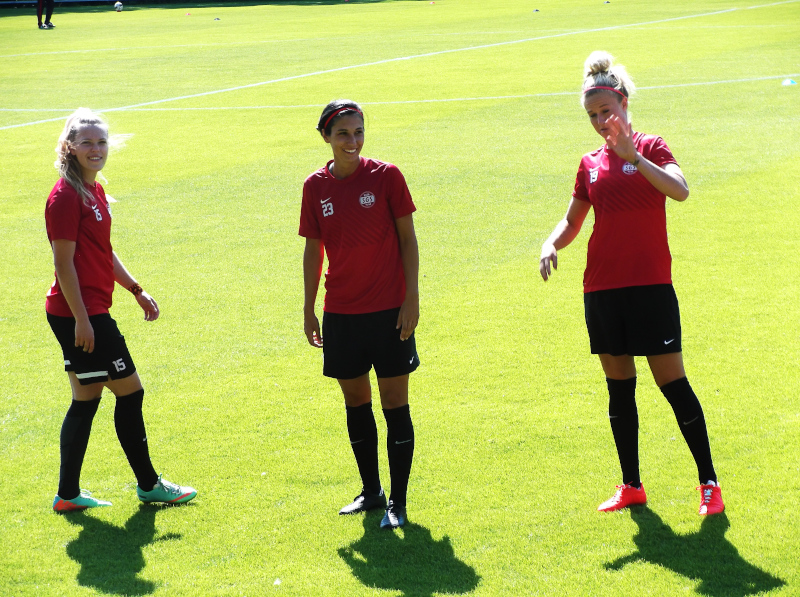
Sara Doorsoun et deux joueuses du SGS Essen, le 22 août 2015 à l'Académie Robert Louis-Dreyfus.

## Palmarès
- En club
  -  VfL Wolfsburg
    - Finaliste de la Ligue des champions en 2020
    - Championne d'Allemagne en 2018, 2019 et 2020
    - Vainqueur de la Coupe d'Allemagne en 2019, 2020 et 2021

### Sélection
- Équipe du Allemagne
  - Championnat d'Europe
    - Finaliste : 2022